# Gli orsetti volanti
Gli orsetti volanti (The Little Flying Bears) è una serie televisiva d'animazione del 1990 prodotta da Ciné-Groupe e Zagreb Film. La serie animata è una co-produzione tra Canada e Jugoslavia.

## Trama
La serie si concentra su una rara specie di orsetti dotati di ali che vivono nella foresta magica in una comunità cooperativa utopica. Insieme ai loro amici, gli orsetti volanti si sono assunti il compito di difendere la loro foresta dall'inquinamento. Tuttavia, questo compito è molto spesso reso difficile a causa di due donnole, Skulk e Sammy, che cercano di inquinare la foresta magica, aiutati dal serpente Slink. I tre tentano sempre di disturbare l'armonia della foresta in ogni modo ma i loro piani vengono sempre mandati in fumo dagli orsetti. Gli orsetti sono sempre attenti ai consigli di Plato, un vecchio orso (l'unico non in grado di volare, poiché è troppo vecchio) e del suo amico gufo Ozzy.

## Personaggi
- Josh
- Sammie
- Ozzy
- Slink
- Jasmine
- Lotus
- Plato
- Skulk
- Grizelda
- Tina
- Walt

## Doppiaggio
| Personaggio | Doppiatore originale        | Doppiatore italiano |
| ----------- | --------------------------- | ------------------- |
| Josh        | Teddy Lee Dillon            |                     |
| Sammie      | A.J. Henderson              | Guido Sagliocca     |
| Ozzy        | Rick Jones Michael O'Reilly |                     |
| Slink       | Rick Jones                  | Oliviero Dinelli    |
| Jasmine     | Pauline Little              |                     |
| Lotus       | Pauline Little              |                     |
| Plato       | Walter Massey               | Riccardo Garrone    |
| Skulk       | Terrence Scammel            | Giovanni Petrucci   |
| Grizelda    | Kathleen Fee                |                     |
| Tina        | Jessalyn Gilsig             | Antonella Baldini   |
| Walt        | Arthur Holden               |                     |